# The Squaw's Revenge (film 1914)
The Squaw's Revenge è un cortometraggio muto del 1914 diretto da Frank Montgomery.

## Produzione
Il film fu prodotto dalla Kalem Company.

## Distribuzione
Distribuito dalla General Film Company, il film - un cortometraggio in una bobina - uscì nelle sale cinematografiche USA il 13 giugno 1914.